# Tricentrus nigritus
Tricentrus nigritus är en insektsart som beskrevs av Liang och Mckamey 1995. Tricentrus nigritus ingår i släktet Tricentrus och familjen hornstritar. Inga underarter finns listade i Catalogue of Life.